# Формаца
Форма̀ца (на италиански: Formazza; на немски: Pomatt, Помат, на пиемонтски: Formassa, Формаса, на местен диалект: Furmazza, Фюрмаца) е село и община в Северна Италия, провинция Вербано-Кузио-Осола, регион Пиемонт. Разположено е на 1280 m надморска височина. Населението на общината е 447 души (към 2014 г.).
Това е най-северната община в регион Пиемонт.